# Góry Derryveagh
Góry Derryveagh (irl. Cnoic Dhoire Bheatha) – są głównym pasmem górskim w hrabstwie Donegal, w Irlandii. Stanowią znaczną część lądu hrabstwa i są obszarem Irlandii o najniższej gęstości zaludnienia. Góry oddzielają nadbrzeżne części hrabstwa, takie, jak Gaoth Dobhair i Glenties, od głównych miast śródlądowych, takich, jak Ballybofey i Letterkenny. Jego najwyższym szczytem jest góra Errigal.

## Siedem sióstr z Derryveagh
Pasmo górskie Derryveagh w Donegal, lub określane przez miejscowych jako "Siedem sióstr", obejmuje góry; Aghla Beg, Aghla More, Ardloughnabrackbaddy, Crocknalaragagh, Errigal, Mackoght (znana również jako mały Errigal) i Muckish. The Poisoned Glen, Zatruta dolina górska jest znanym miejscem w Irlandii, gdzie można uprawiać wspinaczkę i wspinaczkę górską.

## The Poisoned Glen i The Heavenly Glen

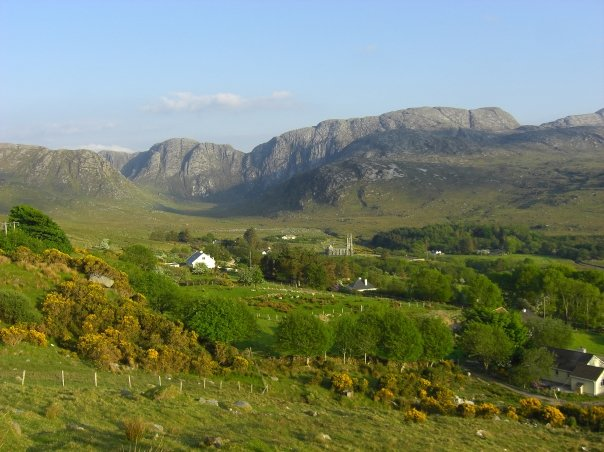
Zatruta dolina górska z drogi R251, w hrabstwie Donegal

Nazwa „The Poisoned Glen” (ang.) (zatruta dolina) jest prawdopodobnie błędnym tłumaczeniem irlandzkiego imienia. Wcześniej miejscowi mówili tylko po irlandzku i nazywali to miejsce „Gleann Nemhe” (irl.), „The Heavenly Glen” (ang.) (niebiańska dolina). Imię w języku irlandzkim Neamh, a słowo trucizna „nimhe” brzmią bardzo podobnie, więc łatwo zauważyć, jak słowa mogły zostać pomieszane po przetłumaczeniu na angielski.